# Sławoszyno (przystanek kolejowy)
Sławoszyno – nieczynny przystanek kolejowy w Sławoszynie w powiecie puckim.